# Maceió

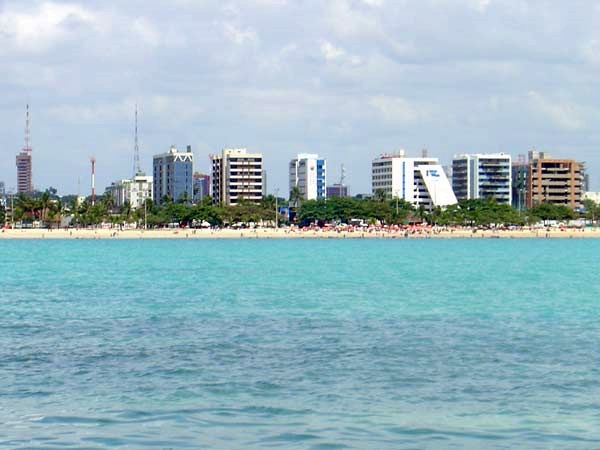
Plaja din Maceió

Maceió este un oraș în unitatea federativă Alagoas (AL), Brazilia.